# Power Macintosh G3
A Power Macintosh G3 gépcsaládot az Apple fejlesztette, gyártotta és forgalmazta 1997. november tizedike és 1999. augusztus 31-e között. Az elődje a Power Macintosh számítógépcsalád volt, utóda a Power Mac G4 számítógépcsalád. A Power Macintosh gépeket szokás PM-ként említeni. A Power Mac elnevezést az Apple először a „PM G4 (PCI Graphics)” jelű modellnél alkalnazta, de a rövid név használat általánosan elterjedt a hivatalosan Power Macintosh nevet viselő gépek esetében is.
A Power Macintosh G3 gépcsaládnak négy tagja volt, a PM G3 Desktop, a PM G3 Minitower, a PM G3 All-in-One (AiO) és a PM G3 (Blue & White) (B&W). Minden gépnek több verziója létezett, ezeket a processzor sebessége alapján különböztetik meg. További tagolást kínál, hogy az első három PM G3 első (vagy bézs), a Blue & White gép pedig második generációs G3-as. A PM G3 család idejében kezdett neki az Apple redundancia megszüntetésének – egy célcsoportnak egy gép ajánlása – és a bonyolultság csökkentésének – lásd a Macintosh Performa vagy a korábbi Power Macintoshok sorszámozási anomáliáit.
A PM G3 Desktop és a PM G3 Minitower modellek bemutatása egybeesett azzal, hogy az Apple a webhelyéről, online boltjából kezdett rendelésre összeszerelt Macintoshok értékesítésébe – a meghatározó számítógépgyártó cégek közük egyedük a Dell előzte ebben meg. A netes értékesítés megkezdése egybeesett az Power Computing Corporation felvásárlásával is, amely akkor már több mint két éve értékesítette Macintosh klónjait telefonon.
A Power Macintosh G3 a harmadik generációs PowerPC chipről kapta a nevét, és szupergyors és nagy, L2 hátsó CPU gyorsítótárat vezetett be, fele akkora órajelen működött, mint a processzor. Ennek eredményeként ezek a gépek az indításkor lényegesen gyorsabbak voltak, mint a hasonló CPU órajelű Intel PC-k[3], ami arra késztette az Apple-t, hogy elkészítse a „Csiga“ és a „Pirított nyuszik“ televíziós reklámokat. A magazinok benchmarkjai azt mutatták, hogy a G3/266 CPU a Power Macintosh 9600-ban is felülmúlja a 350 MHz-es PowerPC 604ev chipet.
A Power Macintosh G3-nak két generációja jelent meg. Az első generációt a köznyelv "Beige"-nek (színe alapján: bézs) nevezte,  1997. november 10-én mutatták be. A második generációt, hivatalosan "Blue and White" néven, a MacWorld San Francisco-ban mutatták be 1999. január 5-én.

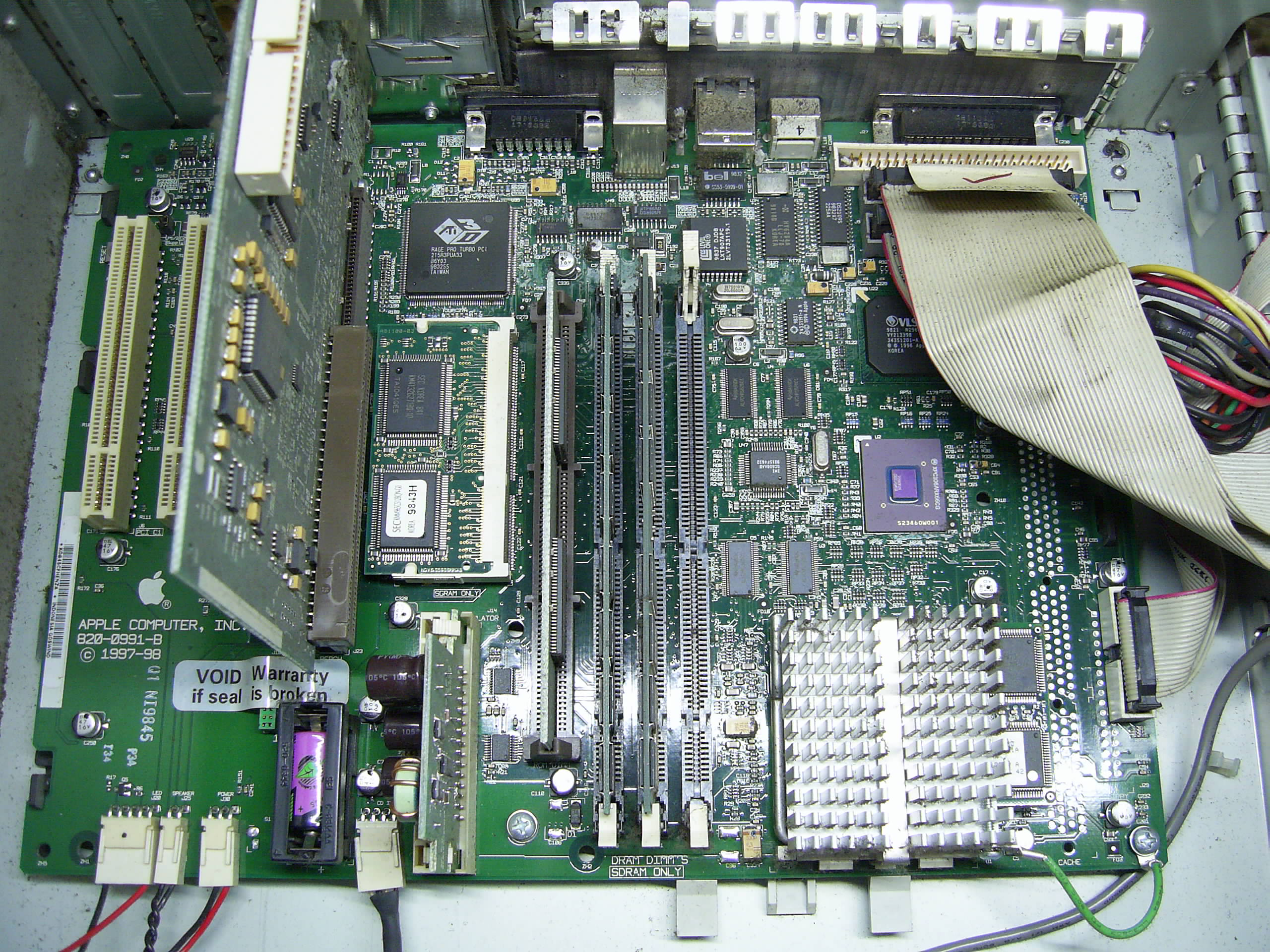
A PM G3 alaplapja. Jobbra lent a rengeteg fém tüske a processzor hűtőbordája, a processzor nem látható, de ott van a hűtőbordák alatt az alaplapra forrasztva. Tőle balra, a képen középen a memória modulok foglalata – DRAM DIMMS, SDRAM ONLY felirat a biztonság kedvéért. Balra fent a memóriák mellett az ATI RAGE PRO Turbo PCI grafikus (videó) kártya, ami inkább processzorhoz hasonlít. Bal szélen a három PCI kártya hely, részben takarásban. Ami kitakarja, az a PERCH helyre illesztett személyre-szabó kártya (Personality Card).

A fejlesztők a PM G3 gépek alaplapját Gossamer-nek, a házat Outrigger-nek nevezték házon belül. A PM G3 (Blue & White) alaplapjára a Gossamer II vagy Yosemite, a házra az El Capitan néven hivatkoztak.
A Power Macintosh G3 bemutatása nagyjából egybeesett az alapító Steve Jobs céghez való visszatérésével. Bár a tervezés fázisában így még nem vehetett részt, az értékesítésben és a tovább fejlesztésben igen. A negyedéves pénzügyi jelentést kommentálva jelentette ki 1998. április 15-én: „Az Apple-nek nagyszerű negyedéve volt, ez nem kérdés. Nagyon örülünk a Power Macintosh G3 számítógépeink iránti nagy keresletnek, amely az összes eladott egység 51 százalékát tette ki.“ A következő negyedévben ismét nyereséges volt az Apple – a Jobs visszatérését megelőzően éveken át veszteséget termelt –, így bár az eladásai 19 százalékkal visszaestek, de 101 millió dolláros nyereséget ért el köszönhetően a Power Macintosh G3 sorozat iránti továbbra is erős keresletnek, a bevezetése óta 750 000 darabot adtak el.

### PM G3 első generáció (Bézs)
Az Apple három bézs színű Power Macintosh G3 modellt mutatott be. Volt klasszikus fekvő téglalap alakú asztali gép (Desktop), mini torony (Minitower) és egy kijelzővel egybeépített változat (All-In-One). Ez utóbbi oldalról nézve emberi fog alakú volt, így a Molar Mac becenevet kapta.
A Motorola 233, 266, 300 vagy 333 MHz-es PowerPC 750 (G3) CPU-jával szerelt gépek 66 MHz-es rendszerbuszt és PC66 SDRAM-ot, valamint szabványos ATA merevlemez-meghajtókat használtak. A Fast SCSI belső busz továbbra is megtalálható 10 MB/s sebességgel, valamint a szabadalmaztatott, nem specifikált DB-25 külső SCSI busz, amelynek végsebessége 5 MB/s volt. Mindkét busz legfeljebb hét eszközt támogatott.
A kezdeti egységeket Mac OS 8 operációs rendszerrel szállították. A G3 hivatalosan a Mac OS X 10.2-ig támogatja, bár néhány eszköz nem működik Mac OS X alatt, mint például a hajlékonylemez-meghajtó, a "Wings" személyiségkártya videó funkciói és a ATI Rage sorozatú videó 3D grafikus gyorsítási funkciói.
A Power Macintosh G3-at eredetileg középkategóriás sorozatnak szánták, az alsó kategóriás Performa/LC modellek és a hat PCI bővítőhelyes Power Macintosh 9600 között.

#### Power Macintosh G3 Desktop

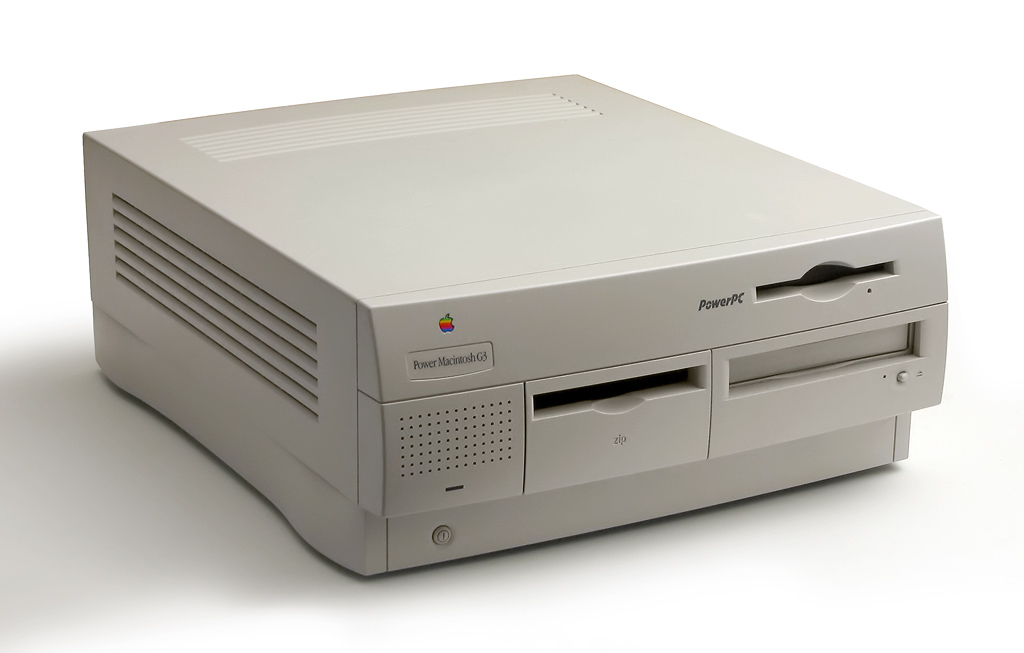
Power Macintosh G3 Desktop

Az asztali modell a házát közvetlenül a Power Macintosh 7300-tól örökölte. A 233 és 266 MHz-es asztali modelleket 4 GB-os merevlemezekkel, a 300 MHz-es modelleket 6 GB-os meghajtóval szállították, mindkét megoldás 5400 rpm-es lemez voltak. Ezt a modellt a belsejéhez való könnyű hozzáférése miatt néha Outrigger Macintoshnak is nevezték. Bár három PCI hellyel szállították a PM G3 Desktopot, de az egyik hely foglalt volt. Ide a gyártás során az Apple kiszerelhető személyre-szabó kártyát (Personality Card) tett. Ez volt az Apple által kínált utolsó fekvő asztali modell a Mac mini 2005-ös bevezetéséig – amennyiben a Power Mac G4 Cube-ot toronygépnek tekintjük.
Az asztali modell 1998 augusztusában frissítést kapott, a 233 MHz-es modell megszűnt. A PM G3 MiniTower modellel ellentétben az asztali modellt nem frissítették 333 MHz-es vagy 366 MHz-es CPU-kkal.

#### Power Macintosh G3 Minitorony

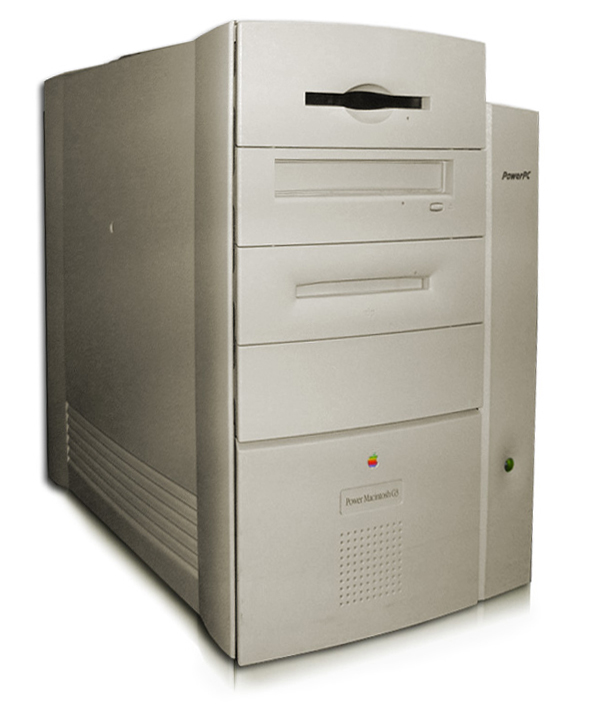
Power Macintosh G3 minitorony

A 233 MHz-es MiniTower modell háza a Power Macintosh 8600-hoz hasonló. Az alap PM G3 MiniTowert 4 GB-os, a 266 MHz-est 6 GB-os meghajtóval, a 300 MHz-es változatot pedig két 4 GB-os meghajtóból képzett RAID-konfigurációban szállították, a merevlemezek 5400 rpm-es sebességűek voltak. A gépet három PCI hellyel szállították, de az egyik hely foglalt volt. Ide a gyártás során az Apple kiszerelhető személyre-szabó kártyát (Personality Card) tett.
Az asztali modellhez hasonlóan a MiniTower is frissítést kapott 1998 augusztusában, a CPU sebességét 333 és 366 MHz-re növelték. A modellek 9,1 GB-os, 7200 rpm-es SCSI-meghajtója a SCSI/PCI-kártyához csatlakozott. Szemben a többi modellt 10BASE-T Ethernet képességével, a MiniTower 100BASE-TX kompatibilis volt, bár ezt egy PCI bővítőbe tett kártya segítségével érték el.

#### Power Macintosh G3 All-in-One

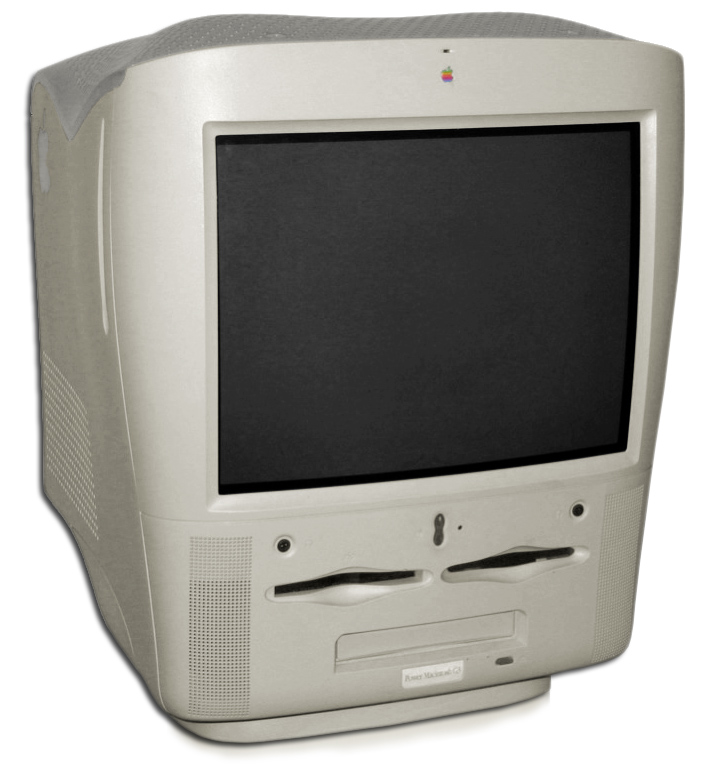
Power Mac G3 AiO. Oldalról nézve a ház felső, hullámzó vonala miatt a felhasználók (záp)fognak hívták ezt a gépet, fejlesztés során a mérnökök Artemis-ként hivatkoztak rá

Az All-In-One – kijelzővel egybeépített – modellt 1998 áprilisában mutatták be a Power Macintosh 5400 és 5500 felváltójaként, kizárólag az oktatási piacon értékesítették. Az All-In-One modell, amely oldalról egy fogra hasonlított, tetejét és a hátulját áttetsző műanyag borította, megmunkált lyukakkal. A modell számos fejlesztéssel próbálta elnyerni az oktatási piac tetszését, ilyen volt az alaplap könnyebb elérését szolgáló kihúzható tálca, a süllyesztett hátsó kimeneti- és bemeneti csatlakozók, ezzel megkönnyítve a számítógép falhoz tolását (a kábelek nem törtek le), és kettős dupla fejhallgató-csatlakozó.
A PM G3 AiO két alapkonfigurációban volt elérhető. A 233 MHz-es változatban hajlékonylemez-meghajtóval és 4 GB-os merevlemezzel, a 266 MHz-es változatban beépített Zip-meghajtóval, hajlékonylemez-meghajtóval és "Whisper" vagy "Wings" személyiségkártyával. Ez volt az utolsó Macintosh, amelyet belső hajlékonylemez-meghajtóval szállítottak. A gép jelentős 27 kg tömegéről is híres.
Az iMac G3 bemutatásakor a G3 AIO-t és az iMacet együtt értékesítették az oktatási piacnak egészen a G3 AIO leállításáig.[23]

#### Power Macintosh G3 szerver
A Power Macintosh G3 alapján az Apple szervert is készített, a ház azonos volt a Minitorony házával. A gépbe PCI Ultra Wide SCSI kártya és 100BASE-T Ethernet PCI kártya került, illetve szerver szoftverekkel – például: AppleShare IP 5.0, az Apple Network Administrator Toolkit és a SoftRAID – értékesítette a gépet.

### PM G3 második generáció

#### Power Macintosh G3 (Blue & White)

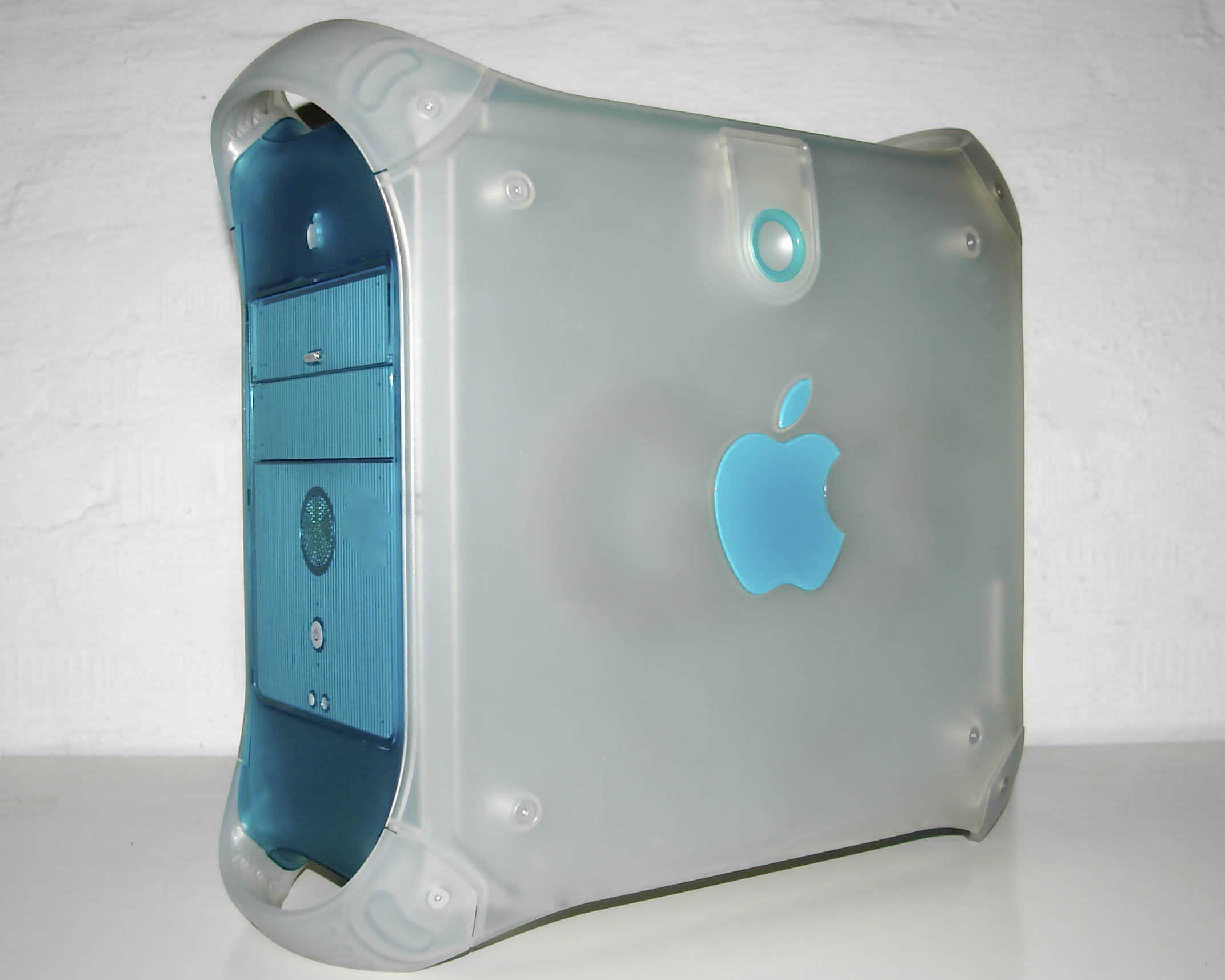
Power Macintosh G3 (Blue & White)

A Power Macintosh G3 (Blue & White) számítógépet 1999. januárjában mutatták be.	A (Blue & White) (Kék és fehér) a minitorony modellt váltotta. A processzor-architektúra maradt, az Apple minden mást lecserélt. Ez volt az első Power Macintosh modell, amelyet a New World ROM-mal szereltek, és az utolsó ADB portos Mac. A 300, 350 és 400 MHz-es modelleket 1599 és 2 999 dollár közötti ártartományban mutatták be.
A téglatest alakú, bézs színű gépek látványához szokott számítógép felhasználók már túl voltak az iMac megjelenése okozta sokkon, megdöbbenésen, lelkesedésen, így a PM G3 külseje kevesebb érzelmet váltott ki. Ez volt az első új Power Macintosh modell az iMac megjelenése után, ami átvette az iMac kék-fehér színsémáját. Ugyanakkor a gép egy műanyag fül kipattintásával lenyitható oldala, amely teljes hozzáférést biztosított a gép belsejéhez – legyen szó memória cseréről, bővítő-kártya kezelésről vagy a bővítőhelyek feltöltéséről –, mindenki elismerését kivívta. A merevlemez-meghajtók egy tartóba voltak felszerelve, amely egy csavarral volt a házhoz rögzítve. Négy belső merevlemeznek volt hely, a ház oldalán levő belső ventilátor biztosította a hűtést.
A rendszerhez az iMac-kel bemutatott billentyűzetet és egeret adták. Ezek a gép kék árnyalatában készültek, amely kissé eltér az iMac Bondi Blue      árnyalatától, illeszkedett az új G3 ház színeihez. A billentyűzetet kritizálták a MacWorld G3-ról írt áttekintésében. A billentyűzet kevesebb gombos lett, „szegényesebbnek tűnik a régi, erőteljesebb Apple billentyűzethez képest”. Az Apple USB Mouse értékelése kimondottan negatív volt: „sok felhasználó elfogadhatatlannak fogja találni: a kerek kialakítás miatt érintéssel lehetetlen megkülönböztetni az egér tetejét az aljától.”
1999 júniusában frissítették a gépet, a 300 MHz-es modellt elvetették, 350, 400 és 450 MHz-es modellt mutattak be.

#### Hardver

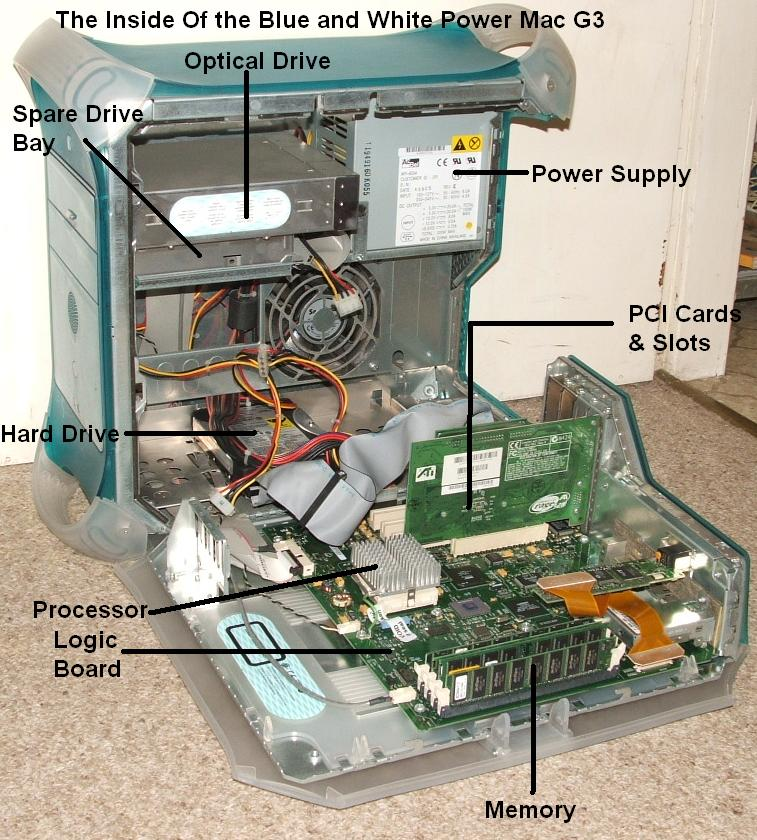
A PM G3 B&W gépet akár működés közben is ki lehetett nyitni. A feliratok:
- optical drive – optikai meghajtó
- spare drive bay – üres bővítő hely
- hard drive – merevlemez
- logic board – alaplap
- PCI cards and slots – PCI kártyák és bővítőhelyek
- Power supply – táp

A 300 MHz-esnél gyorsabb modellek az IBM által gyártott új, PowerPC G3 CPU-kat használták, ezek a Motorola processzor-verziók teljesítményének körülbelül negyedére voltak képesek. A 100 MHz-es rendszerbusz és a PC100 SDRAM ellenére a 300 MHz-es PM G3 B&W rosszabbul teljesített, mint 300 MHz-es bézs elődje, mert csak fele akkora – 512 KiB – L2 gyorsítótárral rendelkezett, mint a 300 MHz-es Beige.
Az alaplapon 4 PCI foglalat található: három 64 bites, 33 MHz-es bővítőhely és egy 32 bites 66 MHz-es bővítőhely a grafikus kártyának, ami ATI Rage 128 volt 16 MiB SGRAM-mal. Négy 100 MHz-es RAM foglalat fogadta a PC100 SDRAM modulokat, lehetővé téve akár 1 GiB RAM telepítését négy 256 MiB DIMM használatával. Az alaplapi ATA-t Ultra ATA/33-ra frissítették extra UDMA-33 vezérlővel. A PM G3 B&W az új szabványnak megfelelő (IEEE 1394) két FireWire portot is kapott, ezek egyenként elméletileg 400 Mbit/s (50 MB/s) adatátvitelre volt képes, ami – elméletileg – meghaladta az ATA/33 (33 MB/s) merevlemez-vezérlő elméleti sebességét. A soros portokat USB 1.1 (12 Mbit/s) portokra cserélték, a hajlékonylemez-meghajtót pedig teljesen eltávolították. Az ADB port megmaradt, ahogy a belső modem lehetősége is. A 100BASE-TX Ethernet szabványossá vált, és a hang visszakerült az alaplapra. A Zip meghajtó továbbra is választható volt, és néhány konfiguráció tartalmazott egy DVD-ROM-meghajtót és egy DVD-Video dekóder leánykártyát. A PM G3 B&W volt az első Power Macintosh „New World“ architektúrával.
A korai „Revision 1“ egységeknél az ATA/33 merevlemez-vezérlőhöz kapcsolódó IDE-vezérlő lehetetlenné tette a második (és harmadik) merevlemez csatlakoztatását. Az újabb ATA-meghajtók használata ezekben az egységekben adatátviteli hibákat eredményezett, ha a meghajtókat az alaplapi ATA/33 vezérlőhöz kötötték, a probléma súlyossága a meghajtó típusától és típusától függően változott. A „Revision 2“ modellekben javították a merevlemez-vezérlő problémáját egy továbbfejlesztett (UDMA-33) IDE-vezérlővel, amely támogatta a szabványos IDE master/slave két meghajtós elrendezést (elvileg négy merevlemezt tudott volna kezelni két kötegként). Ez a vezérlő hibátlanul működött bármely meghajtóval a 28 bites LBA korlátozáson belül.

## Power Macintosh G3 technikai adatok
A táblázat nem tartalmazza az összes műszaki paramétert. Az egyes modelleknél a bemutatáskor érvényes adatokat soroljuk fel, a későbbi frissítéseket nem. Az adatok az Apple adatlapjáról származnak, a hiányzó adatok – egyes gépeknél a kivezetés időpontja, az összes kijelző adat, üzemóra adat... – az Everymac.com oldalról és a Mactracker alkalmazásból valók. A táblázat nem tartalmazza az összes Power Macintosh számítógépet: hiányzanak az Európában nem forgalmazott gépek. A táblázatban szándékosan nem szerepelnek a Power Macintosh, a Power Mac G4 és G5 számítógépek.
| Gép nevebemutatva kivezetveoperációs rendszer                                 | Méretmagasság szélesség mélység súlyház        | Processzorprocesszor @órajel L1 és L2 cacherendszerbusz               | Memóriaalap max. @sebességhely, típus               | Háttértármerevlemezkülső adathordozó | Kijelzőmérete felbontása (képpont)                | Grafikavideókártyamemória (max.) VRAM típus | Csatlakozók, bővíthetőségEthernetmodembelső bővítőhelyegyéb |
| ----------------------------------------------------------------------------- | ---------------------------------------------- | --------------------------------------------------------------------- | --------------------------------------------------- | ------------------------------------ | ------------------------------------------------- | ------------------------------------------- | ----------------------------------------------------------- |
| PM G3 233 Desktop1997. november 10. 1998. augusztus 12.System 8.0             | 160 x 366 x 429 10 kgfekvő ház                 | PowerPC 750 (G3) @233 MHz L1: 64k L2/L3:512k (backside)Busz: @66 MHz  | 32 MB max: 768 MB @10 ns3 hely, PC66 SDRAM          | 4 GB24xCD-ROM                        | nincs kijelző.Videókimenet: 1024x768 képpont.     | 3D Rage II+2 MB / 6 MB EDO SGRAM            | 10Base-T3 PCI, személyre-szabó kártya                       |
| PM G3 233 Minitower1997. november 10. 1998. július 7.System 8.0               | 386 x 244 x 452 15 kgminitorony                | PowerPC 750 (G3) @233 MHz L1: 64k L2/L3:512k (backside)Busz: @66 MHz  | 32 MB max: 768 MB @10 ns3 hely, PC66 SDRAM          | 4 GB24xCD-ROM                        | nincs kijelző.Videókimenet: 1024x768 képpont.     | 3D Rage II+2 MB / 6 MB EDO SGRAM            | 10Base-T3 PCI, személyre-szabó kártya                       |
| PM G3 266 Desktop1997. november 10. 1998. december 14.System 8.0              | 160 x 366 x 429 10 kgfekvő ház                 | PowerPC 750 (G3) @266 MHz L1: 64k L2/L3:512k (backside)Busz: @66 MHz  | 32 MB max: 768 MB @10 ns3 hely, PC66 SDRAM          | 4 GB24xCD-ROM                        | nincs kijelző.Videókimenet: 1024x768 képpont.     | 3D Rage II+2 MB / 6 MB EDO SGRAM            | 10Base-T3 PCI, személyre-szabó kártya                       |
| PM G3 266 Minitower1997. november 10. 1998. augusztus 12.System 8.0           | 386 x 244 x 452 15 kgminitorony                | PowerPC 750 (G3) @266 MHz L1: 64k L2/L3:512k (backside)Busz: @66 MHz  | 32 MB, 128 MB max: 768 MB @10 ns3 hely, PC66 SDRAM  | 4, 6 GB24xCD-ROM                     | nincs kijelző.Videókimenet: 1024x768 képpont.     | 3D Rage II+2 MB / 6 MB EDO SGRAM            | 10Base-T3 PCI, személyre-szabó kártya                       |
| PM G3 300 Desktop1998. március 17. 1998. december 14.System 8.0               | 160 x 366 x 429 10 kgfekvő ház                 | PowerPC 750 (G3) @300 MHz L1: 64k L2/L3:1 MB (backside)Busz: @66 MHz  | 32 MB, 64 MB max: 768 MB @10 ns3 hely, PC66 SDRAM   | 6 GB24xCD-ROM                        | nincs kijelző.Videókimenet: 1024x768 képpont.     | 3D Rage II+2 MB / 6 MB EDO SGRAM            | 10Base-T3 PCI, személyre-szabó kártya                       |
| PM G3 300 Minitower1998. március 17. 1998. december 14.System 8.0             | 386 x 244 x 452 15 kgminitorony                | PowerPC 750 (G3) @300 MHz L1: 64k L2/L3:1 MB (backside)Busz: @66 MHz  | 64 MB, 128 MB max: 768 MB @10 ns3 hely, PC66 SDRAM  | 4, 2x4, 8 GB24xCD-ROM                | nincs kijelző.Videókimenet: 1024x768 képpont.     | 3D Rage II+6 MB EDO SGRAM                   | 10Base-T3 PCI, személyre-szabó kártya                       |
| PM G3 333 Minitower1998. augusztus 12. 1998. december 14.System 8.1           | 386 x 244 x 452 15 kgminitorony                | PowerPC 750 (G3) @333 MHz L1: 64k L2/L3:1 MB (backside)Busz: @66 MHz  | 128 MB max: 768 MB @10 ns3 hely, PC66 SDRAM         | 9 GB24xCD-ROM                        | nincs kijelző.Videókimenet: 1600x1200 képpont.    | Rage Pro Turbo6 MB EDO SGRAM                | 10Base-T3 PCI, személyre-szabó kártya                       |
| PM G3 233 All-in-One1998. március 31. 1998. szeptember 1.System 8.0           | 505 x 409 x 457 26,8 kgkijelzővel egybeépített | PowerPC 750 (G3) @233 MHz L1: 64k L2/L3:512k (backside)Busz: @66 MHz  | 32 MB max: 768 MB @10 ns3 hely, PC66 SDRAM          | 4 GB24xCD-ROM                        | Beépített 15.0" (13.8") kijelző 1024x768 képpont. | 3D Rage II+2 MB / 6 MB EDO SGRAM            | 10Base-T3 PCI, személyre-szabó kártya                       |
| PM G3 266 All-in-One1998. március 31. 1998. szeptember 1.System 8.0           | 505 x 409 x 457 26,8 kgkijelzővel egybeépített | PowerPC 750 (G3) @266 MHz L1: 64k L2/L3:512k (backside)Busz: @66 MHz  | 32 MB max: 768 MB @10 ns3 hely, PC66 SDRAM          | 4 GB24xCD-ROM                        | Beépített 15.0" (13.8") kijelző 1024x768 képpont. | 3D Rage II+2 MB / 6 MB EDO SGRAM            | 10Base-T3 PCI, személyre-szabó kártya                       |
| PM G3 300 (Blue & White)1999. január 5. 1999. június 1.System 8.5.1           | 432 x 226 x 467 13,6 kgtorony (B&W)            | PowerPC 750 (G3) @300 MHz L1: 64k L2/L3:512k (backside)Busz: @100 MHz | 64 MB max: 1 GB @100 MHz4 hely, PC100 SDRAM         | 6 GB32xCD-ROM                        | nincs kijelző.Videókimenet: 1600x1200 képpont.    | Rage 128 GL16 MB / 16 MB SDRAM              | 10/100Base-T USB 2 (1.1) FireWire 2 (400)3 PCI              |
| PM G3 350 (Blue & White)1999. január 5. 1999. augusztus 31.System 8.5.1, 8.6* | 432 x 226 x 467 13,6 kgtorony (B&W)            | PowerPC 750 (G3) @350 MHz L1: 64k L2/L3:1 MB (backside)Busz: @100 MHz | 64 MB, 128 MB max: 1 GB @100 MHz4 hely, PC100 SDRAM | 6, 12 GB32xCD-ROM, 5xDVD             | nincs kijelző.Videókimenet: 1600x1200 képpont.    | Rage 128 GL16 MB / 16 MB SDRAM              | 10/100Base-T USB 2 (1.1) FireWire 2 (400)3 PCI              |
| PM G3 400 (Blue & White)1999. január 5. 1999. augusztus 31.System 8.5.1, 8.6* | 432 x 226 x 467 13,6 kgtorony (B&W)            | PowerPC 750 (G3) @400 MHz L1: 64k L2/L3:1 MB (backside)Busz: @100 MHz | 64 MB, 128 MB max: 1 GB @100 MHz4 hely, PC100 SDRAM | 6, 9, 12 GB32xCD-ROM, 5xDVD          | nincs kijelző.Videókimenet: 1600x1200 képpont.    | Rage 128 GL16 MB / 16 MB SDRAM              | 10/100Base-T USB 2 (1.1) FireWire 2 (400)3 PCI              |
| PM G3 450 (Blue & White)1999. június 1. 1999. augusztus 31.System 8.6         | 432 x 226 x 467 13,6 kgtorony (B&W)            | PowerPC 750 (G3) @450 MHz L1: 64k L2/L3:1 MB (backside)Busz: @100 MHz | 128 MB max: 1 GB @100 MHz4 hely, PC100 SDRAM        | 9 GB32xCD-ROM                        | nincs kijelző.Videókimenet: 1600x1200 képpont.    | Rage 128 GL16 MB / 16 MB SDRAM              | 10/100Base-T USB 2 (1.1) FireWire 2 (400)3 PC               |

## Power Macintosh számítógépek az időben
| A Power Macintosh G3 G4 G5 számítógépek idővonalon |
| --- |
| |
| A színek kezdete a bemutató időpontja, a forgalmazás több esetben is hónapokkal később kezdődött. Megeshet, hogy egy csík végét kitakarja egy másik csík eleje. Előfordul, hogy a gyártás befejezését követően még egy ideig forgalomban marad a gép adott verziója. Az Apple adatlapokon nem szereplő adatok forrása az EveryMac. |

## Fordítás
Ez a szócikk részben vagy egészben  a   Power Macintosh G3 című angol Wikipédia-szócikk ezen változatának fordításán alapul.  Az eredeti cikk szerkesztőit annak laptörténete sorolja fel. Ez a jelzés csupán a megfogalmazás eredetét és a szerzői jogokat jelzi, nem szolgál a cikkben szereplő információk forrásmegjelöléseként.